# Jesper Nielsen
För andra betydelser, se Jesper Nielsen (olika betydelser).

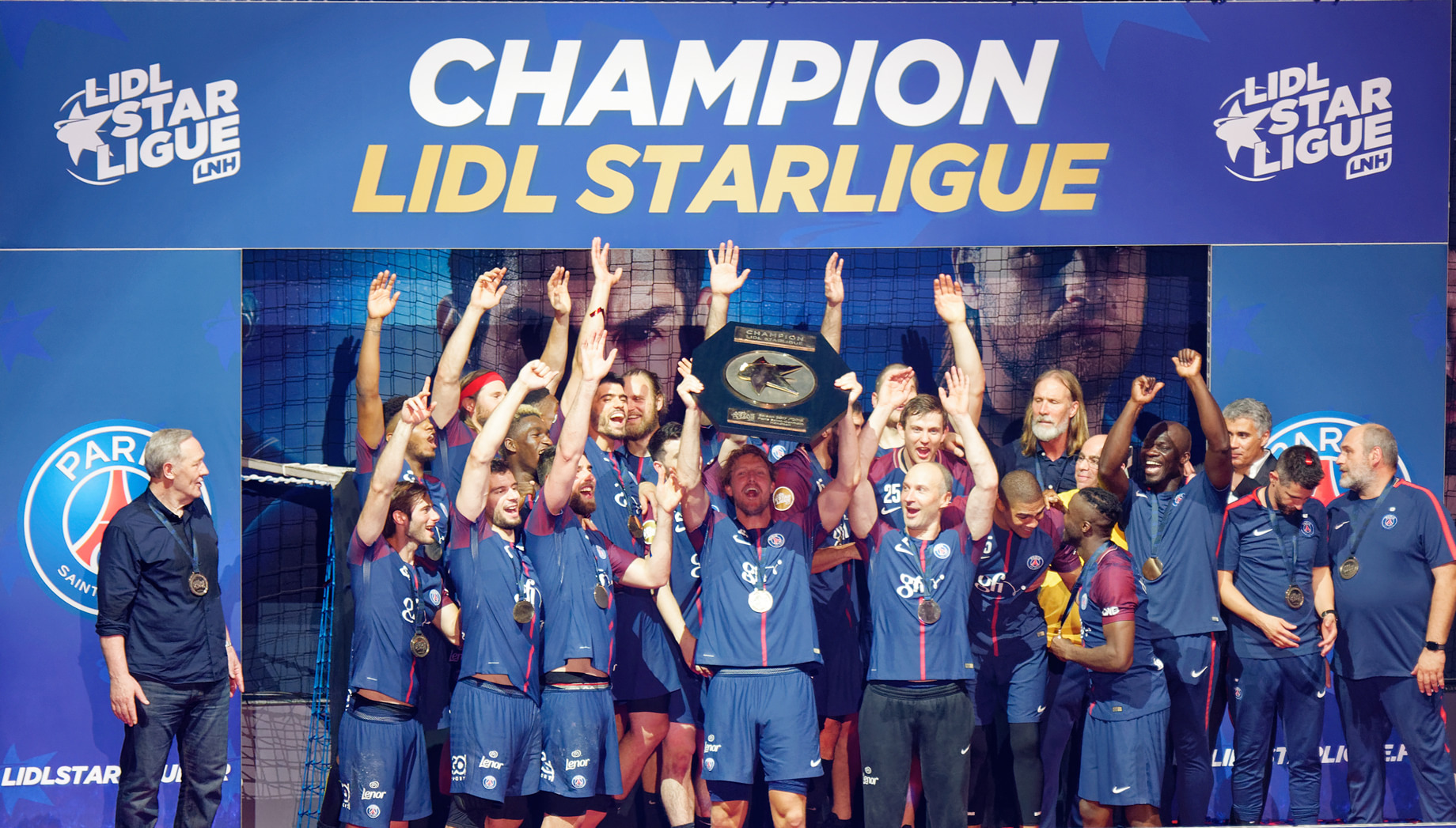
Jesper Nielsen (mitten) efter att ha vunnit franska ligan med Paris Saint-Germain HB, maj 2018.

Jesper Claes Martin Nielsen, född 30 augusti 1989 i Norrköping, är en svensk handbollsspelare (mittsexa/försvarare).

## Karriär
Jesper Nielsen började spela handboll i Norrköpings AIS. 2005 blev det flytt till Göteborg för studier på Katrinelundsgymnasiet och spel i HP Warta, där han var med och tog PSM-silver 2006 och JSM-silver 2007. 2008 värvades han till IK Sävehof. Efter fem säsonger med tre SM-titlar var det dags för att bli proffs i tyska Bundesliga och klubblaget Füchse Berlin. Där blev det tre år innan det var dags för europeiska storklubben Paris Saint-Germain HB.
Jesper Nielsen debuterade i A-landslaget vid träningsturneringen Super Cup i Tyskland i november 2011. Vid EM 2014 i Danmark debuterade han i mästerskapssammanhang. Sedan dess har Jesper Nielsen blivit en ordinarie landslagsspelare i det svenska landslaget. 2016 deltog han vid OS i Rio de Janeiro. Vid EM 2018 i Kroatien var han en bidragande orsak till att Sverige överraskande tog silver. Nielsen drog ett tungt lass både offensivt och defensivt, då den ordinarie anfalls-mittsexan Andreas Nilsson inte deltog på grund av att han skulle bli förälder. Nielsens insats belönades med en plats i turneringens all star-lag, som bästa mittsexa.

## Meriter
Med klubblag
- Svensk mästare tre gånger (2010, 2011 och 2012) med IK Sävehof
- Tysk cupmästare 2014 med Füchse Berlin
- EHF-cupmästare 2015 med Füchse Berlin
- IHF Super Globe-vinnare 2015 med Füchse Berlin
- Fransk mästare två gånger (2017 och 2018) med Paris Saint-Germain HB
- Dansk mästare 2024 med Aalborg Håndbold
- Dansk Cupmästare 2021 med Aalborg Håndbold
- Dansk Supercupmästare två gånger (2021 och 2022) med Aalborg Håndbold

Med landslaget
- EM 2014 i Danmark: 7:a
- VM 2015 i Qatar: 10:a
- EM 2016 i Polen: 8:a
- OS 2016 i Rio de Janeiro: 11:a
- VM 2017 i Frankrike: 6:a
- EM 2018 i Kroatien:  Silver (all star-team, bästa mittsexa)
- VM 2019 i Danmark och Tyskland: 5:a
- EM 2020 i Norge, Sverige och Österrike: 7:a